# Volksbank Tirol
Die Volksbank Tirol AG entstand am 1. September 2016 durch den Zusammenschluss der Volksbank Tirol Innsbruck-Schwaz AG, der Volksbank Kufstein-Kitzbühel eG und der Volksbank Landeck eG und hat ihren Sitz in Innsbruck. Als selbständige Tiroler Regionalbank ist die Volksbank Tirol AG Mitglied des österreichischen Volksbanken-Verbundes und betreut mit rund 315 Mitarbeiter:innen in vier Hauptgeschäftsstellen, 21 Filialen und sechs SB-Filialen rund 85.200 Privat- und Firmenkund:innen in Nordtirol.

## Positionierung
Im Bereich der Geldanlage besteht der Schwerpunkt im Vermögensaufbau, der Vermögensverwaltung und der Vermögensübertragung. Mit der Ausrichtung auf Wohnbau beschäftigt sich das Finanzinstitut mit der Wohnraumbeschaffung, Wohnbaufinanzierung und Absicherung. Darüber hinaus ist die Volksbank Tirol in der Finanzierung, Veranlagung und Unternehmensübertragung von kleineren und mittleren Unternehmen (KMU) tätig.

## Zahlen und Fakten 2024
- Bilanzsumme: EUR 3,46 Mrd.
- Kund:innen-Ausleihungen: EUR 2,93 Mrd.
- Kund:innen-Einlagen: EUR 2,39 Mrd.
- Ergebnis der gewöhnlichen Geschäftstätigkeit (EGT): EUR 23,36 Mio.
- Eigenmittel: EUR 469,33 Mio.
- Eigenmittelquote: 23,32 %
- Kernkapitalquote: 22,23 %